# Барачатское сельское поселение
Барача́тское сельское поселение — упразднённое муниципальное образование в Крапивинском районе Кемеровской области России. Административный центр — село Барачаты.

## История
Барачатское сельское поселение образовано 17 декабря 2004 года в соответствии с Законом Кемеровской области № 104-ОЗ. 

## Население
| 2010  | 2011  | 2012  | 2013  | 2014  | 2015  | 2016  |
| ----- | ----- | ----- | ----- | ----- | ----- | ----- |
| 1711  | ↗1715 | ↘1697 | ↘1675 | ↘1673 | ↘1645 | ↗1650 |
| 2017  | 2018  | 2019  |       |       |       |       |
| ↘1623 | ↘1585 | ↘1572 |       |       |       |       |

## Состав сельского поселения
| № | Населённый пункт | Тип населённого пункта       | Население |
| - | ---------------- | ---------------------------- | --------- |
| 1 | Барачаты         | село, административный центр | 683       |
| 2 | Кабаново         | деревня                      | 185       |
| 3 | Красные Ключи    | посёлок                      | 531       |
| 4 | Скарюпино        | деревня                      | 312       |